# 高松市立栗林小学校
高松市立栗林小学校（たかまつしりつ りつりんしょうがっこう）は、香川県高松市栗林町二丁目にある市立小学校。

## 概要
高松市中心部の南部に位置する小学校であり、児童数で香川県最大規模のマンモス校でもあり、1884年(明治17年)に開校した歴史ある小学校である。2014年(平成26年)から2018年(平成30年)まで行われた栗林小学校校舎改築工事着手前の遺跡発掘調査で銅鏡や土器の破片などが出土された。

## 学校データ
- 児童数：約1,200人（2020年度）
- 児童愛称：栗っ子

学校施設（2015年5月1日時点）
- 普通教室：38教室
- 特別教室：9教室
- 校舎面積：6,893m2
- 体育館面積：909m2

服装規定
- 制服：あり（行事時のみ必用）
- 防寒着：セーターやベスト

## 歴史

### 年表
- 1884年（明治17年）6月 - 種徳小学校、上村小学校を統合し栗林小学校が開校。
- 1941年（昭和16年）4月1日 - 国民学校令の施行に伴い高松市立栗林国民学校に改称。
- 1942年（昭和17年）9月1日 - 校区修正。鶴尾校区から室町と室新町を編入。
- 1947年（昭和22年）4月1日 - 学校教育法の施行に伴い高松市立栗林小学校に改称。
- 1964年（昭和39年）3月 - 体育館が竣工。
- 1966年（昭和41年）7月 - プール竣工。
- 1974年（昭和49年）4月1日 - 高松市立中央小学校の開校に伴い校区分割。
- 2004年（平成16年）4月1日 - 高松市立小中学校全校で3学期制を廃して2学期制を導入。
- 2013年（平成25年）4月1日 - 高松市立小中学校全校で3学期制に移行。
- 2014年(平成26年)7月-栗林小学校改築工事開始。
- 2015年(平成27年)2月-仮設校舎完成。
- 2018年(平成30年)2月-新校舎竣工。(新校舎竣工に伴い仮設校舎は解体｡)
- 2019年(平成31年)2月-栗林小学校改築工事完了。

### 全校児童数の推移
戦後は中心部におけるドーナツ化現象の進行によって児童数は減少していたが、1990年代以降は都心回帰による人口増加で再び児童数が増加している。
- 1999年度：1,090人
- 2000年度：1,119人（+29人）
- 2001年度：1,100人（-19人）
- 2002年度：1,089人（-11人）
- 2003年度：1,058人（-31人）
- 2004年度：1,043人（-15人）
- 2005年度：1,060人（+17人）
- 2006年度：1,093人（+33人）
- 2007年度：1,090人（-3人）
- 2008年度：1,115人（+25人）
- 2009年度：1,151人（+36人）
- 2010年度：1,163人（+12人）
- 2011年度：1,193人（+30人）
- 2012年度：1,203人（+10人）
- 2013年度：1,224人（+21人）
- 2014年度：1,194人（-30人）
- 2015年度：1,149人（-45人）
- 2016年度：1,138人（-11人）

## 教育目標
- 豊かな心を持ち「正しく行い　進んで学ぶ」たくましい栗林の子の育成に努める

## 通学区域
通学区域は高松市中心部の一部。北はJR高徳線や田町商店街南端付近、西は紫雲山や奥の池、東と南は御坊川までの一帯を校区としている。
- 高松市
  - 藤塚町一丁目（1番除く）
  - 藤塚町二丁目
  - 栗林町一丁目～三丁目
  - 桜町一丁目・二丁目
  - 楠上町一丁目・二丁目
  - 花ノ宮町一丁目～三丁目
  - 室町
  - 室新町
  - 上之町一丁目～三丁目
  - 今里町一丁目（1～7、436、437、439～442、480、482、485、488～494、496～500、502、521、523～534、538～540番地）
  - 藤塚町
  - 上福岡町の一部

## 進学先中学校
- 高松市立桜町中学校

## 校区内の主な施設
- 国道11号中央通り・高松南バイパス
- ことでん琴平線栗林公園駅
- 高松市保健所
- 高松第一高等学校
- 大手前高松中学・高等学校
- 栗林公園
- 観興寺

## 交通
- ことでん琴平線栗林公園駅より徒歩3分
- JR高徳線栗林駅より徒歩4分
- ことでんバスショッピング・レインボー循環バス 高松市保健センターバス停より徒歩3分